# 夕涼み

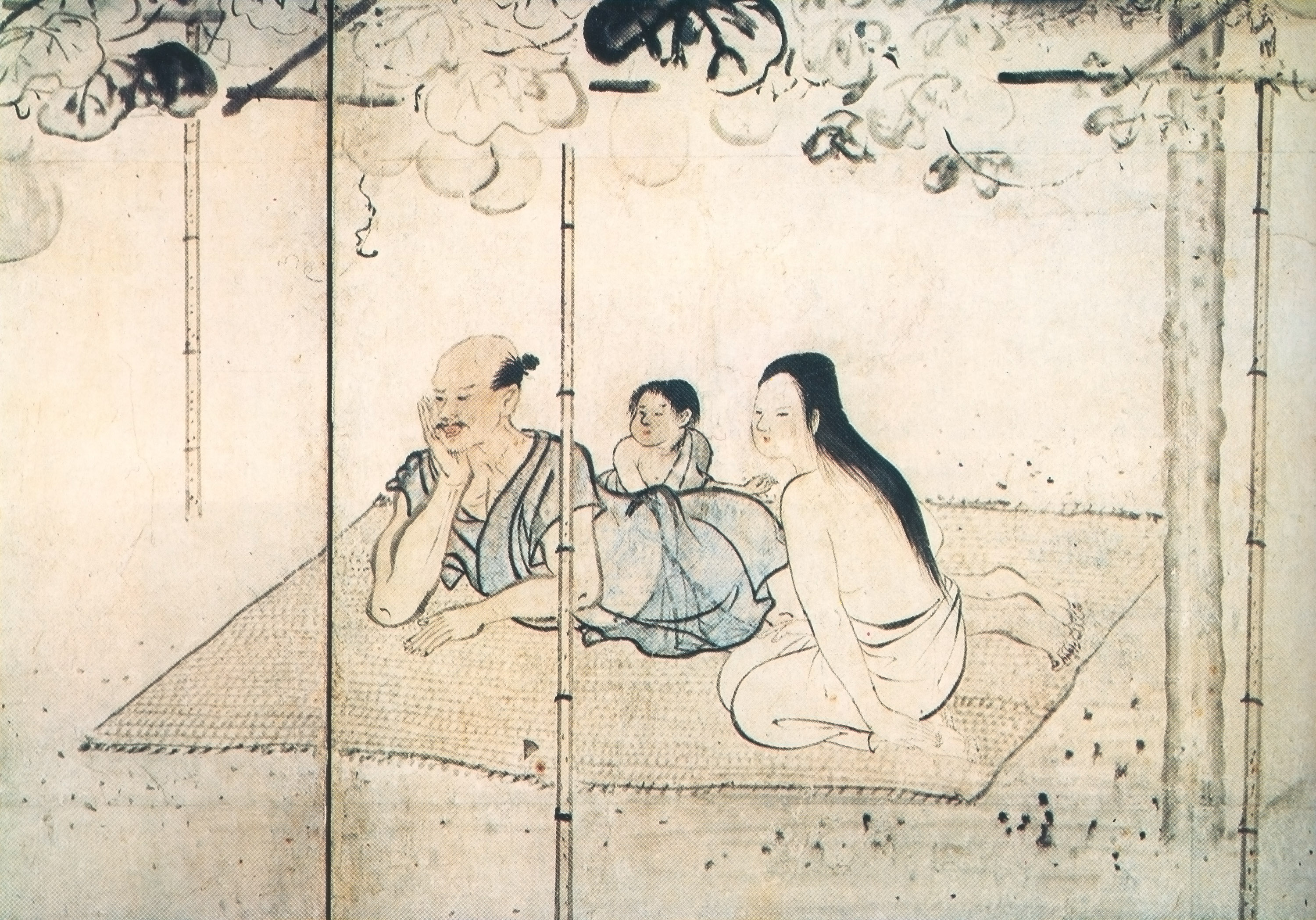
久隅守景『夕顔棚納涼図屏風』（部分）

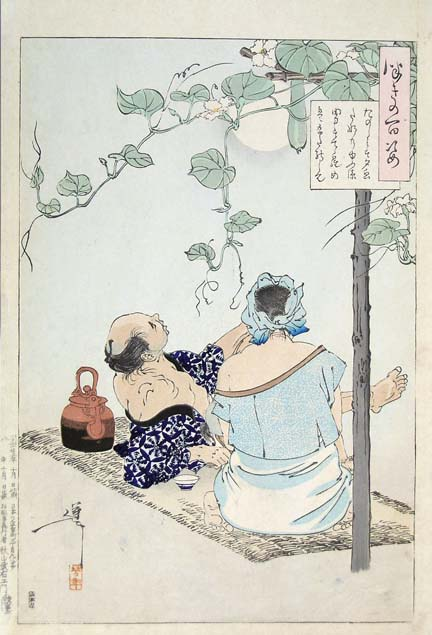
月岡芳年「農家の歓楽」（『月百姿』より）

夕涼み（ゆうすずみ）とは、夏の暑かった一日の夕暮れ、日中の暑さも和らいできた夕暮れ時に戸外で涼をとりながら、夏の夕暮れ時を楽しむこと。戸外で涼をとることは、エアコンを使わずに二酸化炭素の排出を減らすことができるという環境面での効果もある。

## 涼の取り方のいろいろ
例として、戸外では、ビアガーデンや屋形船で飲酒したり、公園で涼むことが挙げられる。自宅であれば、縁台に蚊やりを出して、団扇を片手に缶ビールや将棋（縁台将棋）を楽しむ。夕涼みコンサート、夕涼み花火大会といったイベントもある。

## 夕涼みにまつわる作品
- 俳句
  - 「夕涼み よくぞ男に 生まれける」 - 榎本其角
- 音楽
  - 「夕涼み」 - 松任谷由実
  - 「夕涼み」 - 東京メトロ半蔵門線神保町駅6番線の発車メロディ。福嶋尚哉作曲。
- 小説
  - 夕涼み - 江國香織の小説。松任谷由実の同名の曲をもとにした短編。『Yuming Tribute Stories』（新潮文庫 2022年7月）に収録。